# IC 3040
IC 3040 ist eine irreguläre Galaxie vom Hubble-Typ Irr im Sternbild Jungfrau auf der Ekliptik. Sie ist schätzungsweise 199 Millionen Lichtjahre von der Milchstraße entfernt. Unter der Katalognummer VCC 60 wird sie als Mitglied des Virgo-Galaxienhaufens gelistet, ist dafür jedoch zu weit entfernt.

Das Objekt wurde am 7. Mai 1904 von Royal Harwood Frost entdeckt.